# شهرستان اورنج (نیویورک)
شهرستان اورنج (به انگلیسی: Orange County) واقع در ایالت نیویورک است. جمعیت این شهرستان بر اساس سرشماری سال ۲۰۱۰ آمریکا ۳۷۴۵۱۲ نفر گزارش شده‌است. مرکز شهرستان اورنج شهر گوشن است.این شهرستان در سال ۱۶۸۳ بنیانگذاری شده‌است.